# Krunidbeni kamen iz Kingstona
Krunidbeni kamen (eng. Coronation Stone) je drevna stijena koja se nalazi u blizini zgrade gilde u Kingstonu na Temzi, Engleska. Kingston je danas londonsko predgrađe, no nekad je bio glavni grad grofovije ("county town") Surreya.
Stari povijesni izvori bilježe da su se na njoj krunili anglosaski kraljevi Engleske.
Na plinti su uklesana imena sedmorice engleskih kraljeva: Edvarda I. Starijeg, Ethelstana Sjajnoga, Edmunda I. Veličanstvenog, Edreda, Edwyja, Edvarda II. Mučenika i Ethelreda II. Nespremnog.

## Vanjske poveznice
- (eng.) Službene stranice grada Kingstona  Arhivirana inačica izvorne stranice od 27. rujna 2007. (Wayback Machine) Krunidbeni kamen i njegova povijest